# 56, rue Pigalle
Pour plus de détails, voir Fiche technique et Distribution.
56, rue Pigalle est un film français réalisé par Willy Rozier, sorti en 1949.

## Synopsis
Jean Vigneron, un ingénieur et célèbre yachtman vit une passion amoureuse avec Inès, l'épouse d'un de ses amis. Des lettres compromettantes sont dérobées par son valet de chambre qui exerce alors un chantage sur lui. Mais le maître chanteur est assassiné par son complice et Jean Vigneron est accusé du meurtre.

## Fiche technique
- Titre original : 56, rue Pigalle
- Réalisation : Willy Rozier
- Assistant-réalisateur : Louis Pascal
- Scénario et dialogues : Xavier Vallier (pseudonyme de Willy Rozier)
- Photographie : Fred Langenfeld
- Montage : Linette Nicolas
- Musique : Jean Yatove, la chanson du film "Pigalle" de Georges Ulmer est interprétée par Marie-José (créditée Marie JOSE)
- Costumes : Maya (robes)
- Son : André-Léonce Le Baut
- Producteur : Willy Rozier
- Société de production : Sport Films
- Société de distribution : Astoria Films
- Pays de production :  France
- Langue originale : Français
- Tournage : du 10 mai 1948 au 25 juillet 1948
- Format : Noir et blanc — 35 mm — 1,37:1 — Son : Mono
- Genre : film dramatique
- Durée : 88 minutes
- Date de sortie : 
  - France : 18 mars 1949
- Affiche : Roger Rojac (France)

## Distribution
- Jacques Dumesnil : Jean Vigneron
- Marie Déa : Inès de Montalban
- Aimé Clariond : Ricardo de Montalban
- Raymond Cordy : le chauffeur de taxi
- Janine Miller : Nadia, la chanteuse
- René Blancard : Lucien Bonnet, le valet de chambre
- Edouard Hemme
- Roger Monteaux
- Henri Guédon chanteur percussionniste maracas